# План Б (фильм, 2010)
«План Б» (англ. The Back-up Plan) — фильм режиссёра Алана Пола 2010 года.

## Сюжет
Зои слегка за 30, и у неё нет мужа и ребёнка, но есть план. Она обращается к врачам с просьбой сделать ей искусственное оплодотворение. Но самое интересное, что как только Зои узнает, что беременна, она встречает свою любовь — Стэна (Алекс О’Лафлин), после этого и начинаются трудности в её жизни, ведь не так-то просто рассказать о своей беременности мужчине, которого только что встретила, и который ей очень сильно нравится.

## В ролях
- Дженнифер Лопес — Зои
- Алекс О’Лафлин — Стэн
- Микаэла Уоткинс — Мона
- Дэннил Харрис — Оливия
- Эрик Кристиан Олсен — Клайв
- Энтони Андерсон — Дэд
- Норин ДеВулф — Дафни
- Дженнифер Элиз Кокс — продавщица в Детском мире
- Мелисса Маккарти — Кэрол
- Том Босли — Артур
- Мэрибет Монро — Лори
- Роберт Клейн — Доктор Скотт Харрис
- Линда Лавин — Нана
- Карлис Бёрк — Табита
- Сезар Миллан — в роли самого себя (камео)

## Съёмочная группа
- Режиссёр — Алан Пол.
- Продюсер — Тодд Блэк, Дэвид Дж. Блумфилд, Джейсон Блюменталь.
- Сценарист — Алан Пол.
- Оператор — Ксавьер Перес Гробет.
- Композитор — Стивен Траск[англ.].
- Монтаж — Присцилла Нид-Френдли.
- Подбор актёров — Ричард Хикс, Дэвид Рубин.
- Художники-постановщики — Присцилла Эллиот.
- Декоратор — Кэти Лукас.
- Художник по костюмам — Карен Патч.

## Дополнительные факты
- На одном из зданий в районе, где живёт Зои, есть граффити (написано внутри контура сердца), который гласит: «МА + JL» (Marc Anthony + Jennifer Lopez); это явная ссылка на реального мужа Лопес, Марка Энтони.
- Слоган фильма: «Влюбиться. Выйти замуж. Родить ребёнка. Порядок произвольный.»